# Francisco Ramos
Francisco Augusto Neto Ramos (Póvoa de Varzim, 10 aprile 1995) è un calciatore portoghese, centrocampista del Paços Ferreira.

## Carriera

### Club
Dopo gli inizi nelle giovanili viene convocato dal Porto in prima squadra, debuttando nel massimo campionato portoghese nel 2016.

### Nazionale
È stato convocato per le Olimpiadi del 2016.